# Not to Touch the Earth
A Not to Touch the Earth egy dal a The Doors együttes 1968-as Waiting for the Sun című albumáról. A dal egy részlet Jim Morrison epikus költeményéből, a Celebration of the Lizard-ból. Az eredeti tervek szerint a szám az album egyik oldalát teljesen betöltötte volna, azonban sosem sikerült felvenniük úgy, hogy az az albumra kerülhessen. (Végül az 1970-ben megjelent Absolutely Live albumra kerül majd fel.)
A dal címe James Frazer The Golden Bough című könyvéből származik. A regényben két egymást követő fejezet a dal első két sorával egyezik meg.
A dalban számos zenei műfaj stílusjegye található meg, a hagyományos pszichedelikus rock mellett az acid rock, a progresszív rock és az avantgárd rock is felfedezhető a dalban.

## Külső hivatkozások
- AllMusic